# Schlacht um die Wide Bay und Open Bay
Arawe –
Dexterity/Kap Gloucester –
Talasea –
Jacquinotbucht –
Wide Bay–Open Bay 

Die Schlacht um die Wide Bay und Open Bay fand während des Neubritannienfeldzugs zwischen Dezember 1944 bis in den April 1945 während des Pazifikkriegs im Zweiten Weltkrieg statt.
Das Ziel der Einnahme der beiden Buchten war die Abriegelung des nordöstlichen Teils Neubritanniens mit der vom Japanischen Kaiserreich besetzten Stadt Rabaul, wo dieses seit 1942 eine große Garnison errichtet hatte. Rabaul war zudem ein wichtiger Stützpunkt des Ostasiengeschwaders der Kaiserlichen Marine.

## Vorgeschichte
Nach der fast vollständigen Isolation des großen japanischen Stützpunktes in Rabaul durch die alliierten Streitkräfte mittels Kriegsschiffen und Flugzeugen war die externe Versorgung der dort stationierten Japaner nicht mehr gewährleistet. Etliche der dortigen etwa 100.000 japanischen Marine- und Armeesoldaten waren mit Nutzpflanzenanbau und in der Fischerei beschäftigt, um den Lebensunterhalt zu sichern.
Trotz allem waren die Alliierten jedoch weiterhin besorgt, dass die Japaner zu einer Gegenoffensive antreten könnten, da General Imamura Hitoshi immer noch über genügend Truppen dazu verfügte. Es wäre sogar möglich, dass die Alliierten einen oder mehrere Stützpunkte auf der Insel verlieren könnten.
Unterdessen wurden Vorbereitungen für die Übernahme durch die australische 5. Division getroffen, die in die Offensive gehen sollte, während die Amerikaner Verteidigungslinien auf Neubritannien errichteten. Das Ziel der Offensive bestand darin, nach Osten bis zum Rand der Gazelle-Halbinsel, auf der Rabaul liegt, vorzudringen und die dortige japanische Garnison abzuriegeln.
Im Rahmen eines Plans, alliierte Luftwaffenstützpunkte näher an Rabaul heranzuführen, hatten die Amerikaner Stützpunkte am Westende von Neubritannien in Arawe und Cape Gloucester sowie bei Kap Hoskins im Rahmen der Operation Appease an der Nordküste erobert und errichtet. Bis Juli 1944 hatten Gruppen des Allied Intelligence Bureau unter Einsatz von Einheimischen die Japaner von der Nordküste bis Ulamona und von der Südküste bis zur Westküste an der Wide Bay vertrieben.
Am 8. Oktober 1944 landete das 36. Bataillon bei Kap Hoskins, dem amerikanischen Stützpunkt an der Nordküste. Die Vorbereitungen für den Vorstoß dauerten mehrere Wochen. An der Südküste bedrängten Küstenwächter und Guerillakämpfer weiterhin japanische Außenposten. Am 4. November liefen der australische Zerstörer Vendetta, die Fregatte Barcoo und die Sloop Swan zusammen mit zwei Handelsschiffen mit dem 14./32. Bataillon und einem Teil des 1. Bataillons des Neuguinea-Infanteriebataillons in die Jacquinotbucht ein (→  Landung in der Jacquinotbucht). Nachdem die Truppen gelandet waren bombardierten die Kriegsschiffe später japanische Stellungen in der Wide Bay.

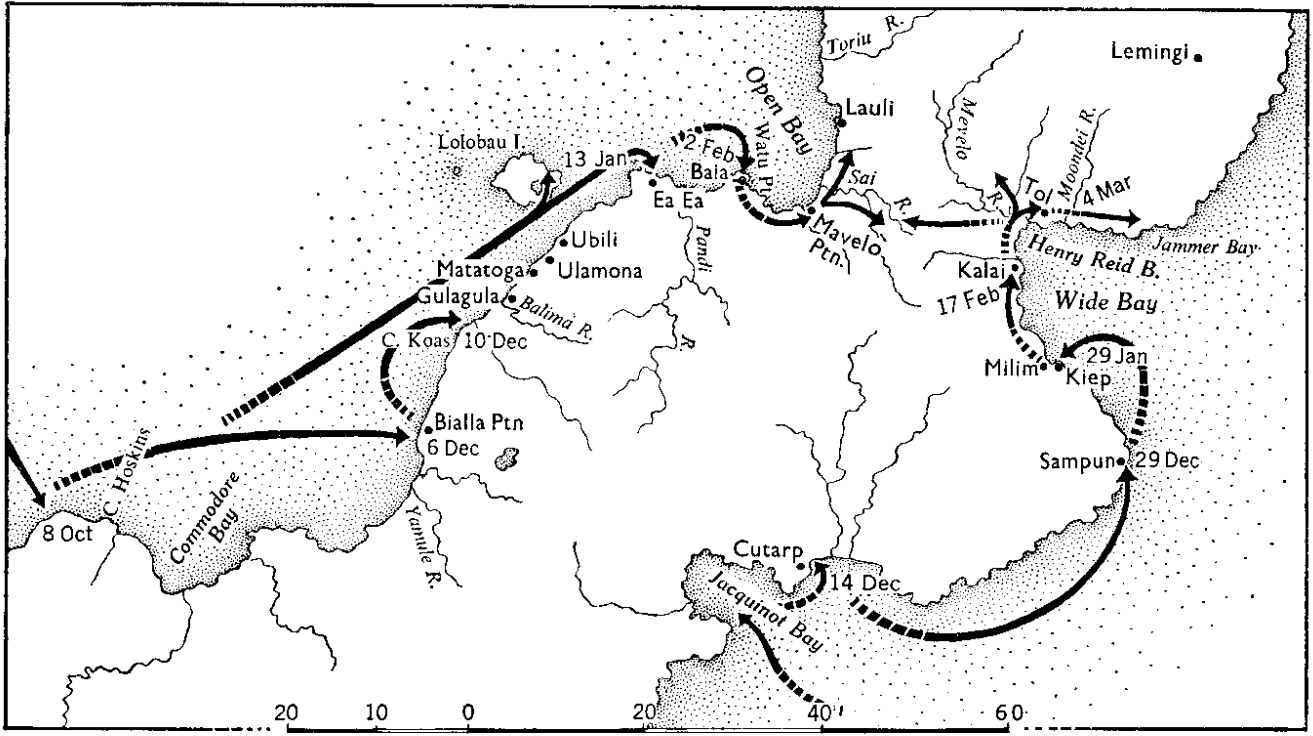
Australische Vorstöße bis zur Wide Bay und Open Bay

Am 27. November übernahm General Alan Ramsay das Kommando über die Truppen der australischen 5. Division auf Neubritannien. Durch General Vernon Sturdee, der am 2. Oktober das Kommando über alle Neuguinea-Operationen übernommen hatte, wurde Ramsay angewiesen keine größeren Offensivoperationen durchzuführen, da die Informationen über die Japaner auf Neubritannien widersprüchlich und unvollständig seien. Daher solle er zunächst abwarten, bis genauere Informationen verfügbar seien. Nur Aufklärungen und kleinere Vorstöße wären möglich. Die Aufgaben der Division bestanden insbesondere in der Verteidigung der alliierten Stützpunkte.

## Die Lage der Buchten
Die Wide und Open Bay bilden eine rund 40 Kilometer breite Landenge, durch welche die Gazelle-Halbinsel vom nordöstlichen Teil Neubritanniens, wo auch Rabaul liegt, abgetrennt wird.

### Wide Bay
Die Wide Bay war während der Zeit des Pazifikkriegs Teil des Distrikts Neubritannien im Mandat des Völkerbundes unter australischer Verwaltung, dem Territorium Neuguinea. Sie liegt an der Südküste von Neubritannien und ist ein Mündungsgebiet vieler Flüsse und Bäche.
Neubritannien wurde im Januar 1942 von japanischen Streitkräften erobert und die japanische Armee besetzte die Bucht Anfang Februar. Sie diente im Wesentlichen als Zwischenstation für Schiffe und Lastkähne entlang der Nordküste Neubritanniens, die auf dem Weg nach Rabaul waren. Ab Ende 1942 begannen US-amerikanische Flugzeuge mehrfach Ziele in der Bucht zu bombardieren.

### Open Bay
Die Open Bay liegt an der Nordküste der Insel Neubritannien. Wie die Wide Bay wurde auch die Open Bay von den Japanern besetzt und als Ausgangspunkt für Schiffe und Lastkähne, die entlang der Nordküste von Neubritannien fuhren, genutzt, Die Open Bay wurde ab Ende Januar 1943 von US-amerikanischen Flugzeugen angegriffen.

## Planungen und Vormarsch
Als zukünftiger Stützpunkt für die australischen Streitkräfte wurde die Jacquinotbucht ausgewählt, ein breiter, tiefer Hafen an der Südküste, der von den Japanern verlassen wurde. Die 36. Bataillonsgruppe der 6. Brigade unter dem Kommando von Brigadier Raymond Sandover landete am 8. Oktober 1944 um das amerikanische Regiment bei Kap Hoskins abzulösen (→  Landung in der Jacquinotbucht).

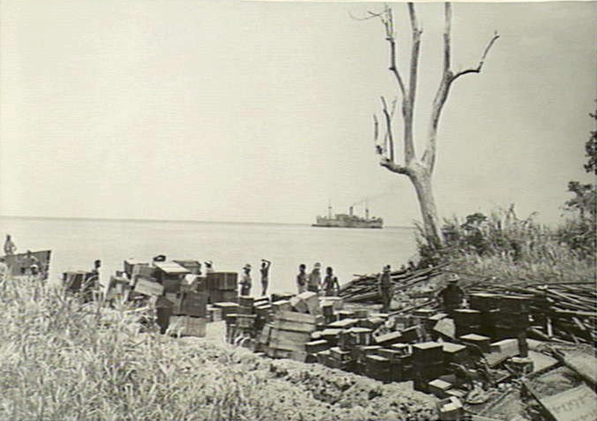
Das australische 36. Infanteriebataillon am Kap Hoskins. Im Hintergrund ankert der niederländische Truppentransporter Swartenhondt

Entlang der beiden Küsten im Norden und Süden gab es keine Straßen, und wenn die Australier von amerikanischen Stützpunkten aus den Kontakt zu den Japanern aufrechterhalten wollten, wäre die einzige Möglichkeit der Weg über das Wasser. Da jedoch nur wenige Schiffe zur Verfügung standen, war es notwendig, einen Stützpunkt näher an den Japanern zu errichten. Auf der schmalen Landzunge, die die beiden Buchten trennte, sollten die Australier eine Haltelinie errichten, um die Japaner daran zu hindern, nach Westen vorzudringen. Der Rest der 6. Brigade landete einen Monat später in der Jacquinotbucht.
Zur Vorbereitung des Vorstoßes waren auf beiden Seiten der Insel Patrouillen im Einsatz. Eine große Anzahl Japaner, die sich am Ostufer des Pandi Flusses konzentrierten wurde durch eine Patrouille des Allied Intelligence Bureau entdeckt. Nach kurzem Kampf zog sich die Patrouille wieder zurück. Die japanischen Aktivitäten schienen an der Nordküste ausgeprägter zu sein als an der Südküste. In der Open Bay konnten mehrfach U-Boote gesichtet werden.
An der Südküste zogen die Australier weiter nach Osten, aber ebenso wie bei Patrouillen im Landesinneren gab es keinen Kontakt zu den Japanern.
Am 29. Dezember wurden die Kenntnisse über die japanischen Stellungen erheblich erweitert, als ein ehemaliger Polizist aus Sattelberg eintraf, der aus japanischer Gefangenschaft entkommen war.
Bis Februar 1945 befanden sich australische Einheiten in der Open Bay an der Nordküste und der Wide Bay im Süden, wobei Patrouillen zwischen den beiden über die Basis der Gazelle-Halbinsel operierten, auf die sich alle japanischen Streitkräfte auf der Insel zurückgezogen hatten.

## Kämpfe um die Landenge
Die Australier errichteten Verteidigungslinien, während Patrouillen vorrückten, um Informationen zu sammeln. Sie berichteten, dass die Japaner starke Verteidigungsstellungen vorbereiteten und bald Gegenangriffe starten würden. Der erste nennenswerte Kontakt in der Wide Bay fand am 15. Februar statt, als einheimische Truppen eine japanische Patrouille überfielen und etwa zwanzig von ihnen töteten. Mit Artillerie und Luftunterstützung rückten das 14./32. und das 19. Bataillon vor. Gegen Ende Februar, als die Australier Stellungen innerhalb der Wide und Open Bays besetzten, trennten die beiden Fronten nur etwa dreißig Kilometer.

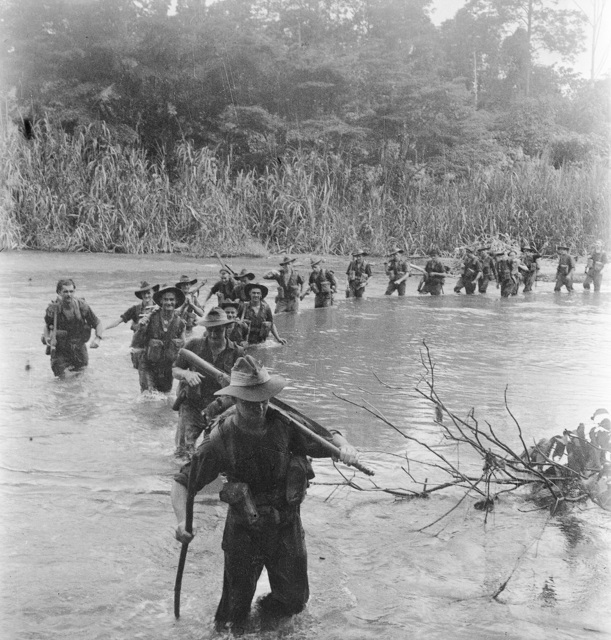
Truppen des 37./52. Bataillons überqueren den Fluss Mevelu während eines Marsches von Rile nach Mavelu in der Open Bay Mitte Mai 1945. Nach Erreichen von Mavelu wurde die Einheit zum Ablösungstransport zur Watu-Plantage auf der Gazelle-Halbinsel eingeschifft, um dort die Abwehrlinie zu verstärken.

Aus erbeuteten Unterlagen der Japaner ging hervor, dass es in Kamandran einen feindlichen Zug gegeben hatte und dass sich südlich des Flusses Mevelo 400 bis 500 Japaner aufhielten. Die Australier drangen weiter vor und bis Ende Februar hatte das 19. Bataillon den Übergang über den Mevelo gesichert. Sie patrouillierten weiter nach Osten zum Fluss Wulwut der hinter Waitavalo lag, einem Bergrücken mit Blick auf die Waitavalo- und Tol-Plantagen am östlichen Ende der Henry-Reid-Bucht. Dort hatte drei Jahre zuvor ein Massaker an etwa 150 Australiern stattgefunden, die versucht hatten, aus Rabaul zu fliehen.
An der Küste patrouillierten zwei Landungsboote, um feindliche Lastkähne abzufangen, und gleichzeitig nahmen sie japanische Ziele an Land unter Feuer. Fast jede Nacht feuerte das 2./14. Feldregiment von der Kalai-Plantage über die Bucht auf Ziele bei Waitavalo.
Der Angriff auf die japanischen Verteidigungsanlagen von Waitavalo begann am 5. März. Die Stellungen der Japaner befanden sich auf einem langen, niedrigen, schmalen Bergrücken, der als natürliche Festungsmauer das Gebiet umgab. Um 9:00 Uhr morgens unternahmen die Australier zwei Versuche, den Henry Reid Fluss nahe seiner Mündung zu überqueren. Durch anhaltendes Feuer wurden sie zurückgeworfen. Die Flussüberquerung gelang ihnen dann etwa 300 Meter flussaufwärts, doch es kam zu keiner weiteren Begegnung mit den Japanern, da diese sich unterdessen zurückgezogen hatten.
Am Nachmittag setzten die Japaner schwere Mörser ein. Die Australier mussten sich in Schützenlöcher eingraben. In der Nacht herrschte zwar eine Ruhepause, aber bei Tagesanbruch am 6. März schossen die australischen Kanoniere erneut Deckungsfeuer und die Infanterie folgte zum eigentlichen Angriff. Um 11:00 Uhr trafen die Australier auf den ersten ernsthaften Widerstand. Von Stellungen auf einem Gebiet im Süden, benannt als Lone Tree Hill, hielten die Japaner die Kompanie mit Maschinengewehr- und Gewehrfeuer fest. Dort wurde der Vormarsch eine Stunde lang gestoppt; Dann rückten die Truppen wieder vor. Die Japaner waren offensichtlich auf weiter vorbereitete Verteidigungsanlagen zurückgefallen. Den ganzen Tag über konzentrierten die Japaner ihr Mörserfeuer auf das Hauptquartier des Bataillons und australische Geschütze versuchten immer noch, sie zum Schweigen zu bringen.
Am 8. März griffen etwa 100 Japaner, unterstützt von einem Feldgeschütz, den führenden Zug des 36. Bataillons in der Open Bay an, wurden jedoch zurückgeschlagen.
Nach weiteren Kämpfen, die für die Japaner nicht erfolgreich verliefen, begannen sie ab Mitte März mit dem Rückzug und Waitavalo wurde ohne weiteren Widerstand durch die australischen Einheiten besetzt. Die Australier waren damit auf beiden Seiten Neubritanniens fest stationiert und überspannten die fertiggestellte Verteidigungslinie der Halbinsel. Patrouillen gingen von beiden Küsten landeinwärts, um einen möglichen Weg durch die Landenge zu finden.
Die Kämpfe hatten etwa vierzig Mann das Leben gekostet und 130 waren verwundet worden. Die andere allgegenwärtige Bedrohung waren Tropenkrankheiten, insbesondere Malaria. Durch strenge Disziplin hielt sich die Zahl der Malaria-Opfer auf einem bemerkenswert niedrigen Niveau. 41 Australier wurden evakuiert.

## Die Situation nach der Abriegelung der Landenge
Am 4. April übernahm Generalmajor Horace Robertson das Kommando über die 5. Division von Generalmajor Ramsay, der zur 11. Division wechselte. Die Lage blieb den ganzen Juni über ruhig. Die Einheiten legten ihre Grenzen zwischen der Wide und Open Bay fest und Pioniere verbreiterten und befestigten die Straßen um Tol und Waitavalo. Bis zum 6. Juni war der Abzug des 36. Bataillons aus der Open Bay abgeschlossen. Am 5. Juni traf das 2./2. Kommandogeschwader in der Wide Bay ein und errichtete sein Hauptquartier in Lamarien in der Nähe des Henry Reid Flusses.